# سامي غارزا
سامي غارزا (بالإنجليزية: Sammy Garza)‏ هو لاعب كرة القدم الكندية أمريكي، ولد في 10 يوليو 1965 في كوربوس كريستي في الولايات المتحدة.